# Crashlytics
Crashlytics fue una empresa de software con sede en Boston, Massachusetts, fundada en mayo de 2011 por los empresarios Wayne Chang y Jeff Seibert. Crashlytics ayuda a recopilar, analizar y organizar reportes de fallos de aplicaciones.
Su producto principal es un kit de desarrollo de software para informe de fallos, registro de aplicaciones, revisión en línea y análisis estadístico de los registros la aplicación. Tiene soporte para iOS, Android y Unity .
En enero de 2013, Twitter adquirió Crashlytics por más de 100 millones de dólares. La mayor parte del monto consistía en acciones con derechos adquiridos a lo largo de cuatro años con un pago inicial de 38,2 millones de dólares en acciones ordinarias de Twitter.
En enero de 2017, Google anunció que firmó un acuerdo para adquirir Crashlytics y productos derivados del mismo, incluidos Fabric y Answers. La adquisición reforzaría sus esfuerzos existentes en dispositivos móviles al convertirse en parte de la plataforma Firebase y ser conocida como Firebase Crashlytics.

## Historia
Wayne Chang y Jeff Seibert cofundaron Crashlytics en 2011. La empresa recaudó 1 millón de dólares de los capitalistas de riesgo Flybridge Capital Partners y Baseline Ventures, así como de inversores providenciales individuales. En abril de 2012, Crashlytics recaudó 5 millones de dólares adicionales.
En marzo de 2012, bajo presión de privacidad, Apple comenzó a descontinuar el UDID, el identificador único que vincula a un usuario a un teléfono específico. En respuesta, el equipo de Crashlytics creó y lanzó SecureUDID, una alternativa de código abierto a UDID.
En junio de 2012, Crashlytics adquirió FireTower.app, una herramienta utilizada para detectar errores de JavaScript en sitios web. Esta adquisición fue para ayudar a expandir Crashlytics más allá de las aplicaciones móviles y hacia la web móvil. FireTower.app era una empresa con sede en Boston. Los términos de la adquisición no fueron revelados, pero el cofundador de Crashlytics, Wayne Chang, dice que la otra parte está «muy contenta».
En enero de 2013, aproximadamente un año después del lanzamiento de Crashlytics, Twitter anunció que había adquirido la empresa. El precio de adquisición se fijó en más de 100 millones de dólares (valorado en unos 259 millones de dólares cuando Twitter salió a bolsa), que fue la adquisición más grande de Twitter en ese momento.
En mayo de 2015, SourceDNA publicó un informe que mostraba a Crashlytics como el número uno en términos de adopción y uso por parte de las aplicaciones. Los datos también mostraron que Crashlytics estaba por encima del puesto 2 al 6 combinados.
En agosto de 2016, MightySignal muestra a Crashlytics en el 42 % del top 200, que incluía aplicaciones como Twitter, Uber, Amazon, Spotify, Pinterest y muchas otras.
En enero de 2017, cuatro años después de que Twitter realizara la adquisición, Google anunció que había firmado un acuerdo para adquirir Crashlytics.

## Fabric
En octubre de 2014, Crashlytics anunció Fabric, una expansión de la funcionalidad de analíticas de aplicaciones móviles, distribución de versiones beta y autenticación de usuarios. Fabric representó la primera introducción de una plataforma SDK modular, que permitió a los desarrolladores elegir qué funciones necesitaban y al mismo tiempo garantizaba la facilidad de instalación y la compatibilidad en todos. Al vincular aún más la distribución de MoPub (publicidad móvil) y TwitterKit (inicio de sesión con Twitter y funcionalidad de visualización de Tweets) a Fabric/Crashlytics, Twitter pudo aprovechar la gran adopción de Crashlytics y su huella de dispositivo para escalar rápidamente el uso de sus propios productos de desarrollo móvil. Debido a la decisión de construir sobre Crashlytics, Fabric alcanzó la distribución activa en mil millones de dispositivos móviles tan solo 8 meses después de su lanzamiento.
Fabric lanzó su aplicación móvil a principios de 2016.
A finales de 2016, Fabric prestaba servicio a más de 2 mil millones de dispositivos activos y procesaba 310 mil millones de sesiones de aplicaciones al mes. A través de Crashlytics y su servicio de analíticas de móvil (llamado Answers by Crashlytics), MightySignal clasificó a Fabric como la solución de analíticas de móvil y de reporte de fallos más implementada entre las 200 principales aplicaciones de iOS.
En enero de 2017, Google adquirió Crashlytics y Fabric.
En octubre de 2019, el equipo de Fabric anunció que todas las funciones de Fabric, incluido Crashlytics, se habían migrado a Firebase y que Fabric cerraría el 31 de marzo de 2020.

## Línea temporal
- En octubre de 2011, Crashlytics recaudó 1 millón de dólares de Flybridge Capital Partners y Baseline Ventures, junto con los inversores individuales David Chang, Lars Albright, Jennifer Lum, Peter Wernau, Roy Rodenstein, Chris Sheehan, Ty Danco, Joe Caruso y otros.[22][23][24]
- En abril de 2012, Crashlytics recaudó otros 5 millones de dólares de Flybridge Capital Partners y Baseline Ventures.[6]
- En junio de 2012, Crashlytics adquirió FireTower.app para expandirse a la web móvil.[11]
- En junio de 2012, Crashlytics ganó el premio a la innovación MITX del Massachusetts Innovation & Technology Exchange.[25]
- En enero de 2013, Twitter adquirió Crashlytics por más de 100 millones de dólares (luego valorado en 259,5 millones de dólares en la oferta pública inicial de Twitter).[12]
- En febrero de 2013, Crashlytics anunció que todas las funciones empresariales serían gratuitas para todos los desarrolladores.[26]
- En marzo de 2013, Crashlytics ganó el premio 50 on Fire.[27]
- En mayo de 2013, Crashlytics anunció soporte para Android.[28]
- En febrero de 2014, Crashlytics anunció «Beta by Crashlytics», su herramienta de distribución de versiones beta de aplicaciones móviles.[29][30]
- En octubre de 2014, Crashlytics anunció Fabric, una plataforma móvil modular para crear aplicaciones.[31]
- En mayo de 2015, un sitio de terceros, SourceDNA, clasificó a Crashlytics como el número 1 en rendimiento móvil.[14]
- En mayo de 2015, Crashlytics anunció que se anunció la compatibilidad nativa (NDK) para Android.[32]
- En octubre de 2015, Crashlytics anunció soporte para Unity, el motor de juegos móviles más popular.[33]
- En diciembre de 2015, Crashlytics anunció soporte para tvOS de Apple.[34]
- En agosto de 2016, Crashlytics ocupó el puesto número 1 en el SDK de reporte de fallos más adoptado entre las 200 principales aplicaciones de iOS según MightySignal.[35]
- En diciembre de 2016, Answers ocupó el puesto número 1 en SDK de analíticas de móvil más adoptado por MightSignal.[19]
- En enero de 2017, Google adquirió Crashlytics y Fabric.[15]
- En septiembre de 2018, Google anunció que Fabric quedaría obsoleto y que los desarrolladores deberían utilizar Crashlytics a través de Firebase.[36]
- En octubre de 2019, Google anunció que Fabric quedaría obsoleto el 31 de marzo de 2020, y que Crashlytics y otros productos de Fabric continuarían como parte de Firebase.[21]